# Mehlhaus (Berlin)

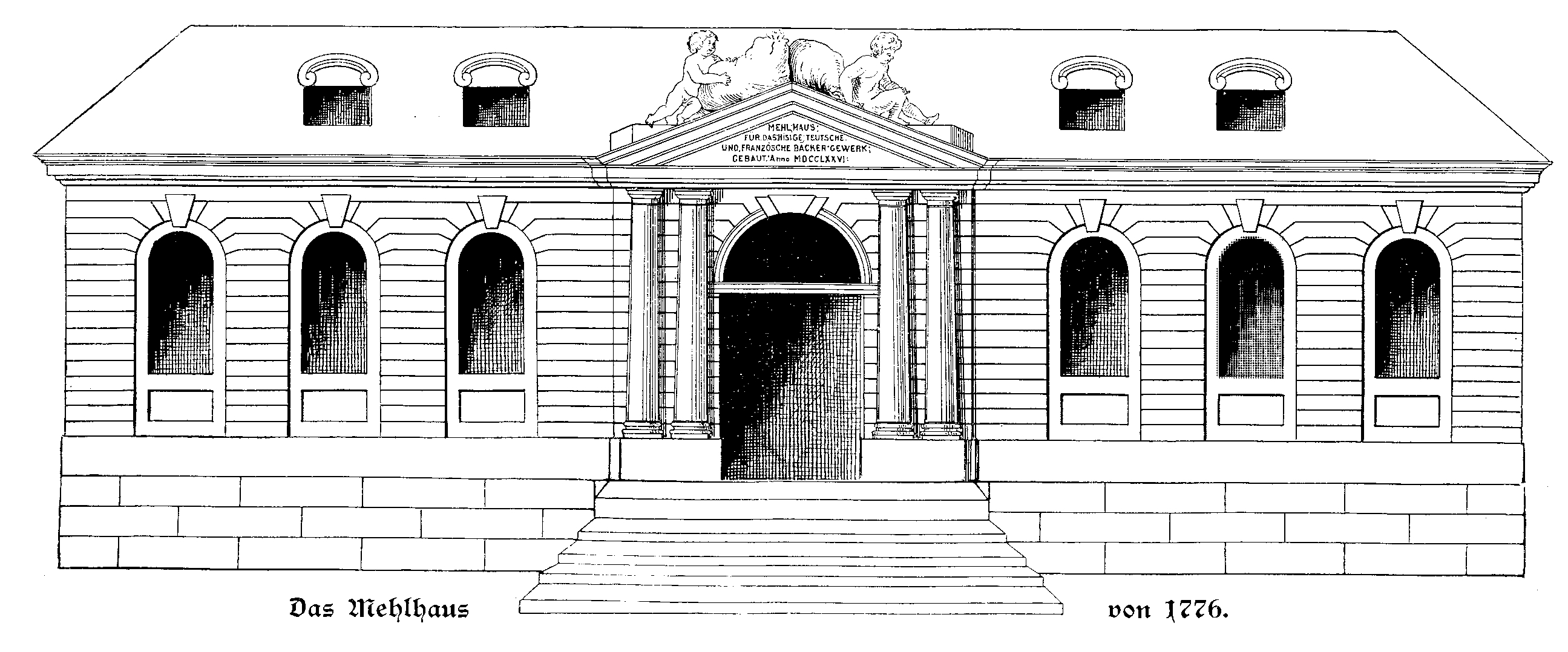
Das erste Berliner Mehlhaus auf der Museumsinsel beherbergte eine Mehlwaage und Lagerräume für Mehlvorräte

Das Mehlhaus in Berlin war ein Gebäude auf der Museumsinsel, das der Berliner Bäckerinnung gehörte. Im Mehlhaus wurden ankommende Mehllieferungen mit einer Mehlwaage gewogen und anschließend zwischengelagert. Das erste Mehlhausgebäude wurde 1776 errichtet, aber im Zuge der Errichtung der Museumsbauten 1826 abgerissen. Ein zweites Mehlhausgebäude wurde von 1824 bis 1826 in nächster Nachbarschaft ebenfalls auf der Museumsinsel neu errichtet. Auch dieses Gebäude musste 1897 der Erweiterung des Museumsareals weichen.

## Das erste Mehlhaus

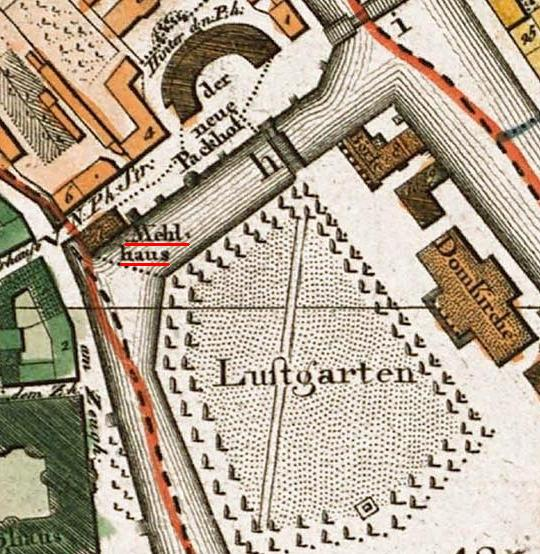
Lage des ersten Mehlhauses am Neuen Packhof auf der Museumsinsel.
Ausschnitt aus dem Berlin-Plan von Selter, 1811

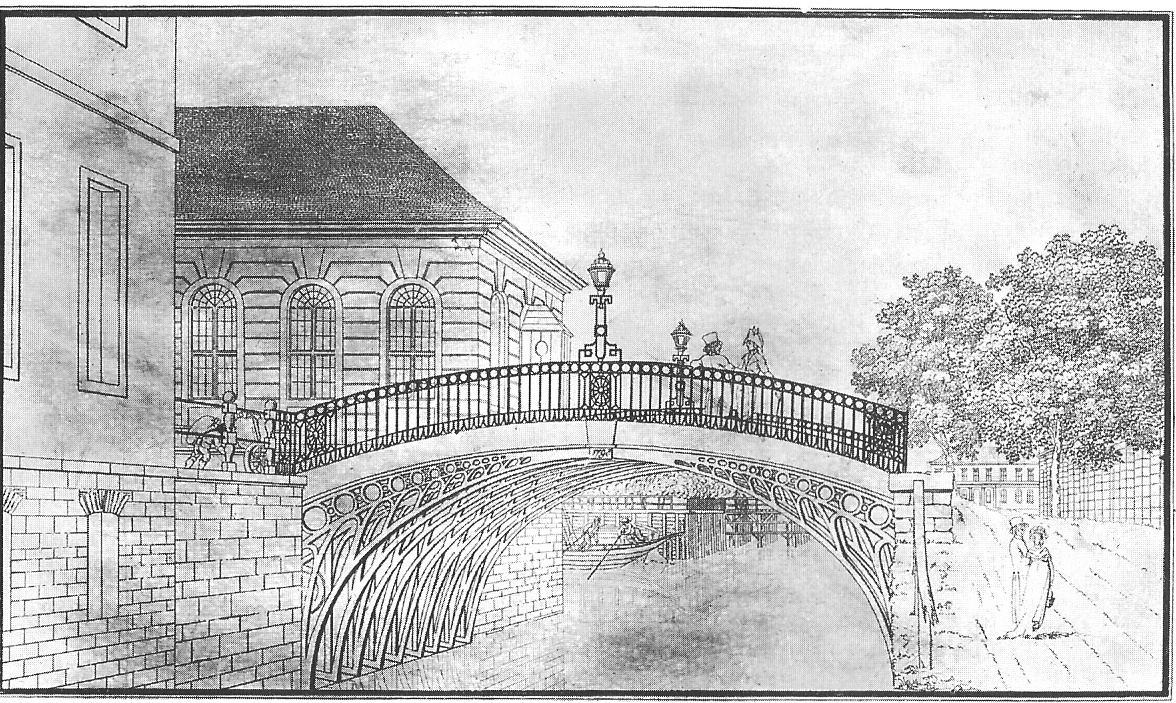
Am Mehlhaus (hinteres Gebäude) führte die 1798 erbaute Eiserne Brücke über den Kupfergraben.
Anonymer Stich, um 1800

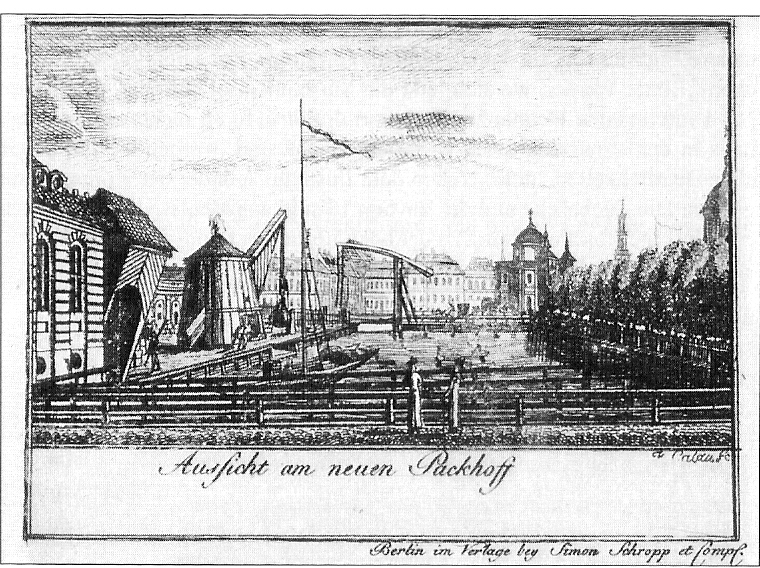
Blick auf den Neuen Packhof auf der Berliner Museumsinsel mit Kran und dem ersten Mehlhausgebäude (links). Im Hintergrund das Neue Lusthaus, das als Berliner Börse genutzt wurde.
Friedrich August Calau, um 1800

Die Berliner Bäcker verfügten im 18. Jahrhundert über kein eigenes Mehlwaage- und Lagerhaus, sodass die meist auf dem Wasserweg ankommenden Mehllieferungen auf der Museumsinsel, wo sich damals der Neue Packhof befand, unter freiem Himmel ausgeladen und gelagert werden mussten. Erst König Friedrich der Große überließ der Berliner Bäckerinnung auf der Museumsinsel einen geeigneten Platz zum Bau eines Mehllagerhauses. Dieses wurde schließlich 1776 direkt neben dem Neuen Packhof von dem Bauadjudanten Friedel Am Kupfergraben errichtet (im 21. Jahrhundert Bauplatz für die geplante neue Eingangshalle des Pergamon-Museums). Das massiv gebaute Haus verfügte über eine Mehlwaage und ein geräumiges Kellergewölbe. Wegen des feuchten Untergrundes musste es auf starke Pfähle und Roste fundamentiert werden. Es besaß ein Frontispiz aus Sandstein, das sitzende Kinder zeigte, die sich an gefüllte Säcke lehnten. Im Giebelfeld befand sich die Inschrift: „Mehlhaus für das hisige teutsche und französische Bäcker-Gewerk gebaut Anno MDCCLXXVI“.
Hinter dem Mehlhaus führte eine Brücke über den Kupfergraben. Sie wurde 1798 in Gusseisen neu errichtet und Eiserne Brücke genannt. Das im königlichen Eisenhüttenwerk Malapane in Schlesien hergestellte Werk überspannte den Kupfergraben in einem etwa zwölf Meter langen Bogen und hatte ein sichtbares Tragwerk und Geländer aus Eisen (vgl. Abbildung).

## Das zweite Mehlhaus

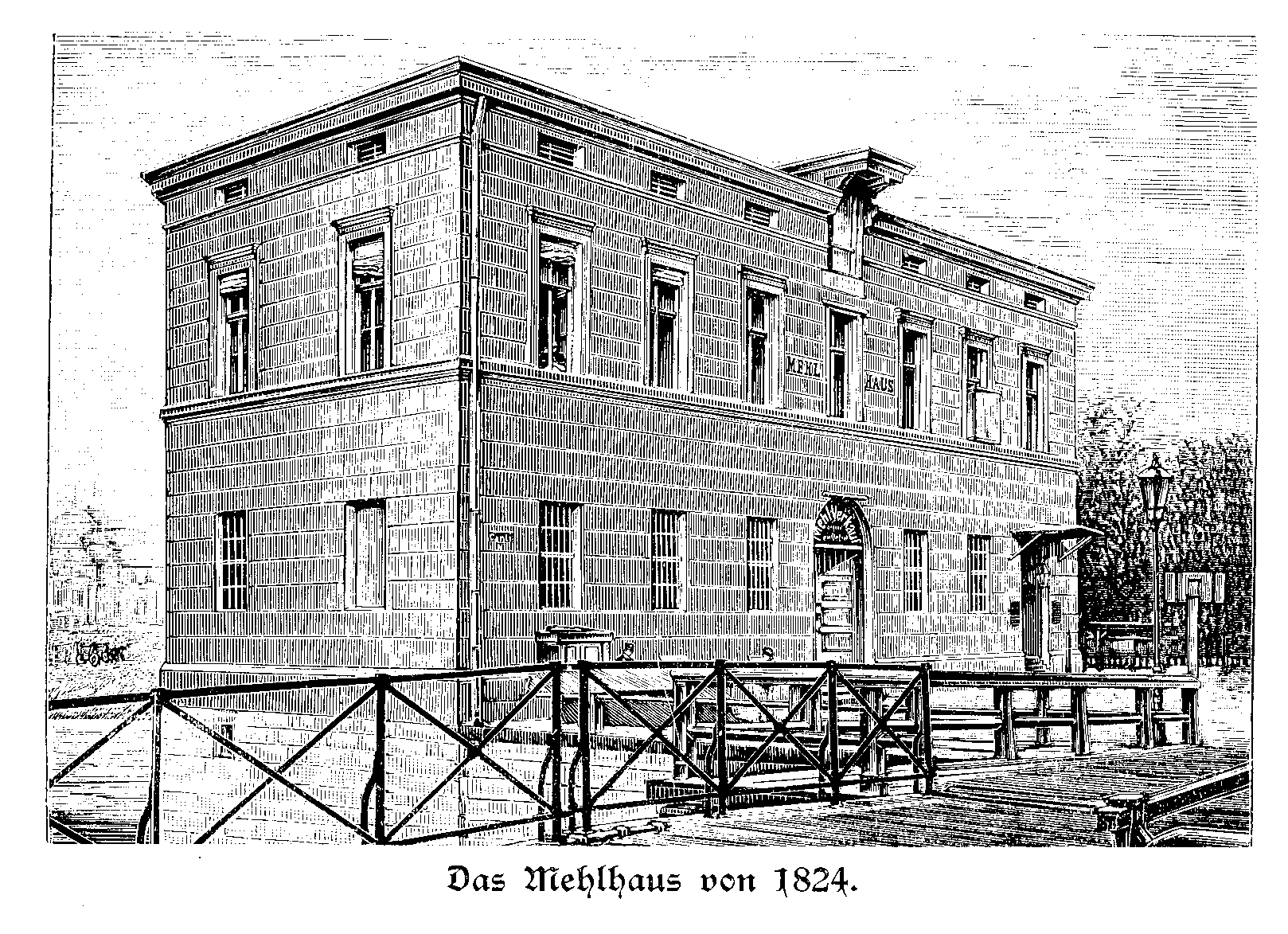
Das zweite Berliner Mehlhaus (erbaut 1824–1826) befand sich auf dem Areal des heutigen Bode-Museums.

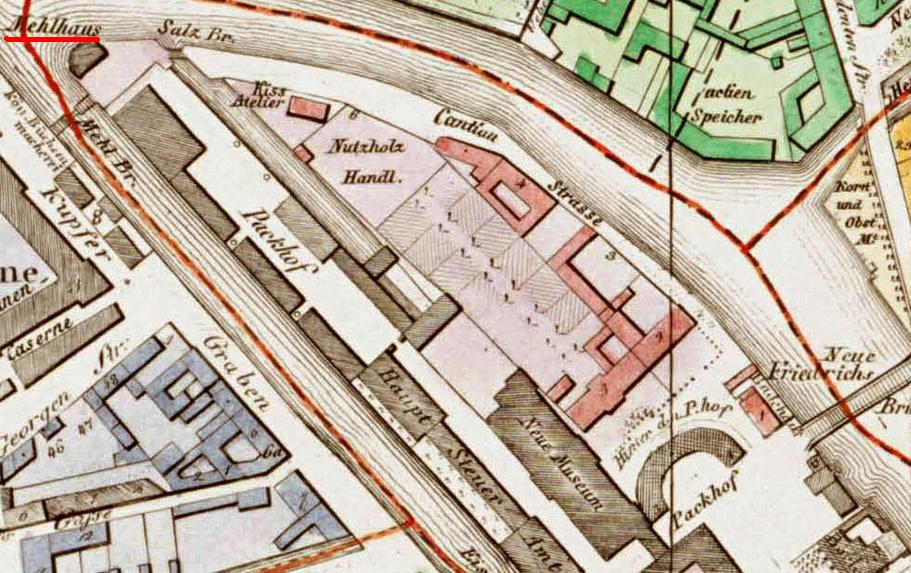
Lage des zweiten Mehlhauses an der nordwestlichen Spitze der Museumsinsel (links oben) auf dem Areal des heutigen Bode-Museums.
Ausschnitt aus dem Berlin-Plan von Selter, 1846

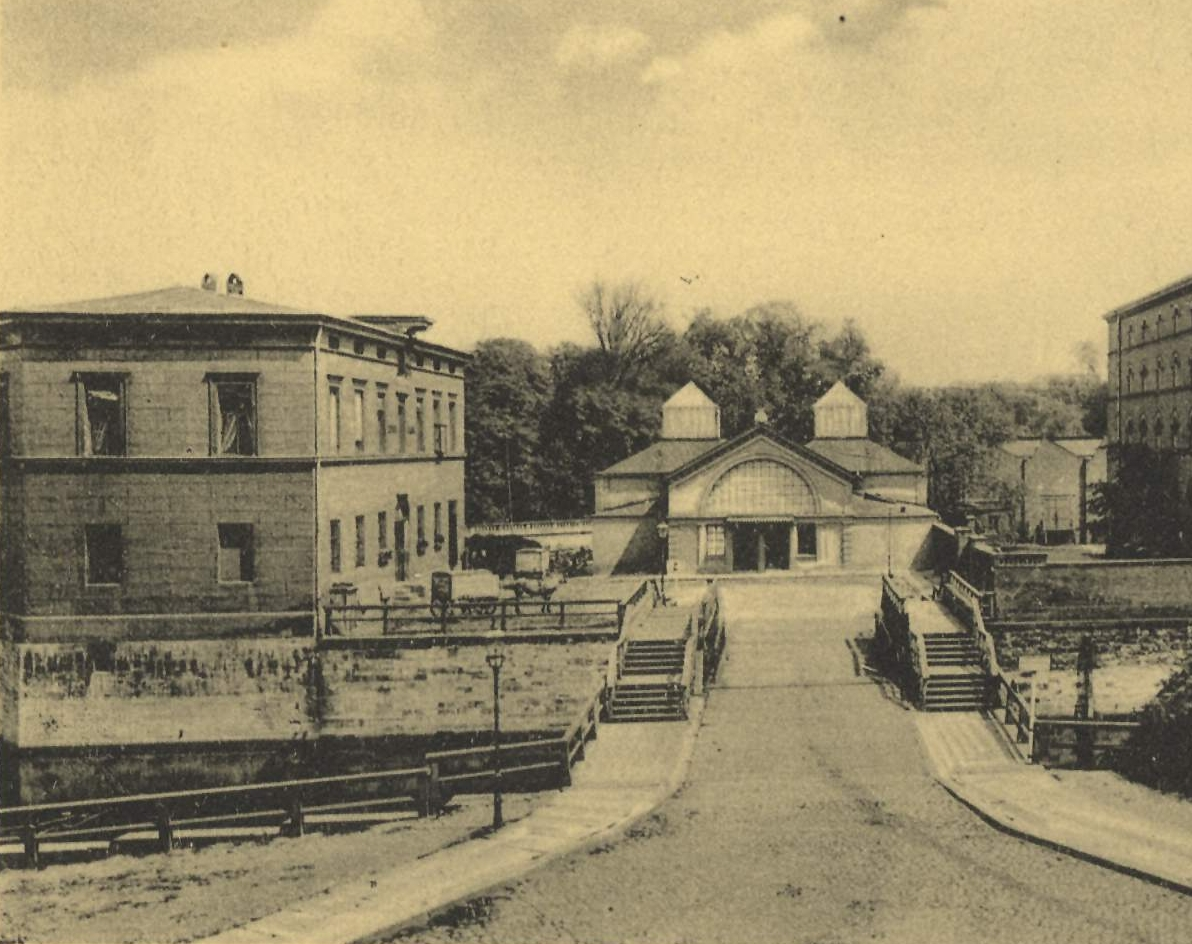
Das zweite Mehlhaus (links) mit der Mehlbrücke über den Kupfergraben an der Nordwestspitze der Museumsinsel.
Ausschnitt aus einer historischen Postkarte, 1885

Die Errichtung von Museumsbauten auf dem nördlich des Lustgartens gelegenen Gelände unter König Friedrich Wilhelm III. machte eine Verlagerung des Mehlhauses erforderlich. Ein zweigeschossiger Neubau entstand 1824–1826 etwas weiter nördlich an der Mündung des Kupfergrabens in die Spree. Nach der Fertigstellung des neuen Gebäudes wurde das ältere Mehlhaus abgerissen.
Im neuen Mehlhaus fanden auch der Getreidehandel und die Zusammenkünfte des Berliner Bäckergewerks statt. Der sich auf dieser Grundlage entwickelnde Restaurationsbetrieb machte das Haus vor allem in den Wintermonaten zu einem von vielen Berliner Vereinen genutzten beliebten Lokal, in dem es auch Tanzveranstaltungen gab.
Neben dem Mehlhaus befand sich seit 1876 die Kunstbaracke, ein provisorisches Fachwerkgebäude, in dem von 1876 bis 1881 und 1884 die alljährlichen Ausstellungen der zeitgenössischen Berliner Künstler stattfanden.
Im Jahr 1890 erwarb die preußische Regierung das Mehlhaus und das umliegende Gelände, um Raum für den weiteren Ausbau der Museumsinsel zu gewinnen. 1897 wurde das Mehlhaus abgerissen, weil sein Grund und Boden zum Bau des Kaiser-Friedrich-Museums (seit 1956: Bode-Museum) erforderlich war.